# WWF International Heavyweight Championship
WWF International Heavyweight Championship było tytułem mistrzowskim profesjonalnego wrestlingu promowanym przez federację World Wrestling Federation, NWA Northeast, New Japan Pro Wrestling i Japońskie UWF.
Tytuł był aktywny od 1959 do 1963 i później od 1982 do 1985.

## Historia tytułu
| Nr. | Mistrz           | Panowanie | Data             | Miejsce              | Notka |
| --- | ---------------- | --------- | ---------------- | -------------------- | --- |
| 1   | Antonino Rocca   | 1         | Lipiec 1959      | Nowy Jork, Nowy Jork | Pokonał "Nature Boy" Buddy'ego Rogersa stając się pierwszym mistrzem. |
| –   | Zwakowany        |           |                  |                      | Tytuł został zwakowany i nieaktywny. |
| 2   | Tony Parisi      | 1         | 1982             | Buffalo, Nowy Jork   | |
| 3   | Gino Brito       | 1         | Sierpień 1982    | Buffalo, Nowy Jork   | |
| 4   | Tatsumi Fujinami | 1         | 30 sierpnia 1982 | Nowy Jork, Nowy Jork | |
| 5   | Riki Choshu      | 1         | 3 kwietnia 1983  | Tokio, Japonia       | |
| 6   | Tatsumi Fujinami | 2         | 4 sierpnia 1983  | Tokio, Japonia       | Fujinami wygrał walkę przez wyliczenie pozaringowe, lecz nie chciał dostać tytułu. Choshu nie mógł wejść do Kanady po rewanż w Calgary w Albercie 12 sierpnia 1983, i był dalej uznawany jako mistrz. Ostatecznie Fujinami przyjął mistrzostwo.                |
| 7   | Akira Maeda      | 1         | 25 marca 1984    | Nowy Jork, Nowy Jork | Maeda pokonał Pierre Lefebvre w Madison Square Garden, po czym powrócił do UWF w kwietniu 1984 i bronił tytułu do 23 lipca 1984, kiedy Prezydent UWF Hisashi Shinma przeniósł się do All Japan Pro Wrestling, tym samym kończąc współpracę pomiędzy UWF i WWF. |
| –   | Zdezaktywowany   |           | 1985             |                      | Tytuł został porzucony 31 października 1985, kiedy New Japan i WWF zakończyło współpracę. |

- Wrestling Information Archive. 100megsfree4.com. [zarchiwizowane z tego adresu (2005-04-04)].